# August Thonet
August Thonet (28. března 1829 Boppard – 16. března 1910 Arco) byl rakouský podnikatel a politik německé národnosti z Moravy; poslanec Moravského zemského sněmu a starosta Bystřice pod Hostýnem.

## Biografie
Byl synem podnikatele a zakladatele slavné nábytkářské firmy Thonet, Michaela Thoneta. V podnikání byl činný i jeho bratr Michael Thonet mladší (1824–1902), Josef Thonet (1830–1887) a Jakob Thonet (1841–1929). Augustovou manželkou byla Amalie rozená Skoupilová. August převzal vedení rodinné firmy. Rozhodl se pořídit moderní strojové vybavení. V roce 1861 inicioval výstavbu nové továrny v Bystřici pod Hostýnem, místo pouhého rozšíření stávajícího podniku, a od roku 1869 byl ředitelem této továrny. Kromě podnikání se věnoval i hudbě. Ve svých podnicích založil hudební soubory a sám skládal hudbu. V roce 1879 mu byl udělen Řád Františka Josefa, v roce 1885 Řád železné koruny.
Byl činný i politicky. Opakovaně byl volen za starostu Bystřice pod Hostýnem. Úřad starosty zastával od roku 1873 a po dobu deseti let. V téže době působil i na zemském sněmu (viz níže). Jeho bratr Jakob byl starostou Bystřice později v letech 1887–1893.
V 70. letech se zapojil i do vysoké politiky. V doplňovacích zemských volbách 24. listopadu 1873 byl zvolen na Moravský zemský sněm, za kurii městskou, obvod Holešov, Vsetín, Valašské Meziříčí, Zlín. Mandát zde obhájil v zemských volbách roku 1878. V roce 1873 se uváděl coby ústavověrný kandidát (tzv. Ústavní strana, liberálně a centralisticky orientovaná). Porazil českého kandidáta Aloise Mikyšku. Mezi ústavověrné je řazen i ve volbách roku 1878, kdy porazil českého kandidáta Karla Bubelu.
Zemřel v březnu 1910 v tyrolském Arcu po krátké nemoci ve věku 80 let.